# Epitriptus
Epitriptus är ett släkte av tvåvingar. Epitriptus ingår i familjen rovflugor.
Kladogram enligt Catalogue of Life: